# Richard Tunstall

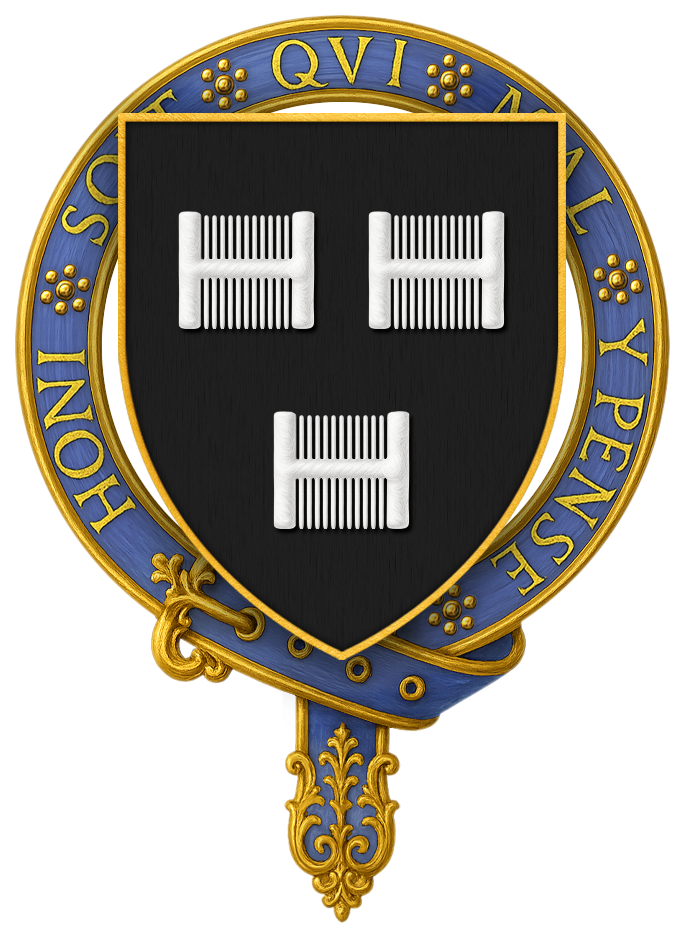
Wappen von Sir Richard Tunstall, KG

Sir Richard Tunstall of Bentham and Thurland, KG (* um 1427 † 1491), war ein englischer Ritter.

## Leben
Sir Richard Tunstall war ein Sohn von Thomas Tunstall und Eleanor FitzHugh.
Richard Tunstall wurde 1451 zum Ritter geschlagen und stand treu zu König Heinrich VI. und dem Haus Lancaster.
Er bekleidete verschiedene Ämter am königlichen Hof und war von 1452 bis 1455 Esquire to the Kings Body, von 1450 bis 1460 Kings Carver  und 1459–1460 Chamberlain bei Heinrich VI.
Für seine treuen Dienste erhielt Sir Richard auch die Titel und Ämter als Baron of the Lancaster Exchequer und Receiver of Palatine (1459), Master of the Mint (1459–1461), Chamberlain of Chester (1457–1460), und Chamberlain of the Exchequer (1459–1461).
Während der Rosenkriege kämpfte Sir Richard für Lancaster 1459 bei der Schlacht von Blore Heath, Wakefield (1460), St Albans und Towton (1461), Hedgeley Moor und Hexham (1464).
Nach der Niederlage bei Towton und der Krönung Eduard IV. floh Sir Richard mit Margarete von Anjou und anderen treuen Lancastrians, wie Sir Edmund Hampden und Sir Robert Whittingham nach Schottland ins Exil.
Das neue Parlament belegte Sir Richard mit einer Bill of Attainder und er verlor in England all seine Rechte und Besitztümer.
Kurz darauf kehrte Sir Richard mit Margarete von Anjou und deren Armee zurück und belagerte Carlisle Castle, wobei Teile der Stadt niedergebrannt wurden.
Nach der Niederlage von Hexham eskortierte Sir Richard Heinrich VI. persönlich nach Lancashire in ein sicheres Versteck.
In den Jahren 1461–1468 lebte Sir Richard permanent auf der Flucht und zog von einer noch durch Lancastertruppen gehaltenen Burg zur anderen. Er unterstützte die dortigen Truppen gegen die Belagerungen und es gelang ihm immer wieder nach Fall einer Festung zu fliehen. So kämpfte er bei den Belagerungen von Naworth Castle, Bamburgh Castle, Alnwick Castle und Dunstanburgh Castle.
Im Juli 1462 geriet er in Gefangenschaft, konnte aber fliehen und suchte wiederum Schutz in einer der Festungen. Sir Richard war ebenfalls für verschiedene Unruhen und Scharmützel in Northumberland zu dieser Zeit verantwortlich.
Im Sommer 1468 gehörte er zu den Verteidigern von Harlech Castle, geriet beim Fall der Festung im August in Gefangenschaft und wurde im Tower of London inhaftiert.
Zwei Jahre später, als im Herbst 1470 Heinrich VI. wieder als König eingesetzt wurde, kam Sir Richard frei. In dieser nur wenige Monate dauernden Regentschaft erlangte Richard Tunstall wieder seine Ämter als Chamberlain (Kammerherr) bei Heinrich VI. und Master of the Mint.
Nach der Niederlage bei der Schlacht von Tewkesbury im Mai 1471, wo Edward of Westminster, Sohn von Heinrich VI. und Thronfolger des Hauses Lancaster, fiel, und Margaret von Anjou in Gefangenschaft geriet, schien der Kampf für das Haus Lancaster verloren und die Rosenkriege zunächst beendet.
Es war wahrscheinlich diese Situation, die Sir Richard veranlasste den Kampf aufzugeben und sich mit dem herrschenden Haus York zu arrangieren.
Tunstall trat nach einer gewissen Zeit wieder in den Dienst der Krone und begleitete Eduard IV. 1475 bei dessen Frankreichfeldzug und wurde mit verschiedenen Aufgaben betraut. So gehörte er 1477 zu den Unterhändlern unter Führung des John Howard, 1. Duke of Norfolk, die mehrmals mit Ludwig XI., König von Frankreich, Verhandlungen führten. Im darauffolgenden Jahr reiste Sir Richard erneut als Unterhändler nach Frankreich, um die Möglichkeiten einer Ehe zwischen Elizabeth of York, älteste Tochter Eduards IV., und dem französischen Thronfolger, dem späteren König Karl VIII. (Frankreich), auszuloten.
Nach der Thronbesteigung durch Richard III. 1483 wurde Sir Richard Tunstall zum Ritter des Hosenbandorden ernannt.
1484 wurde Sir Richard, unter dem Kommando des John Blount, 3. Baron Mountjoy, in die Garnison in Guînes entsandt, um die Festung vor den französischen Angriffen zu verteidigen.
Im darauffolgenden Jahr schlug sich Sir Richard auf die Seite von Henry Tudor und kämpfte am 22. August 1485 bei der Schlacht von Bosworth für den Sieger und neuen König Heinrich VII.
Noch im selben Jahr wurde Sir Richard ins Privy Council des Königs berufen.
Sir Richard Tunstall starb 1491.

## Ehe und Nachkommen
Sir Richard Tunstall war mit Elizabeth Franke verheiratet. Das Paar hatte zwei Kinder, William und Eleanor.